# Manuel Preciado Rebolledo
Manuel 'Manolo' Preciado Rebolledo (ur. 28 stycznia 1957, zm. 6 czerwca 2012) – hiszpański piłkarz i trener piłkarski.
Preciado przez piętnaście lat grał w piłkę nożną. Najbardziej pamiętany jest z występów w Racingu Santander. Grał też w pięciu innych klubach, ale głównie w niższych ligach. Jako trener prowadził również Racing Santander, a w 2008 roku awansował do La Ligi ze Sportingiem Gijón.
Zmarł w czerwcu 2012 roku w wieku 54 lat. Przyczyną śmierci był zawał serca.